# Курт Хауенщайн
Курт Хауенщайн (на немски: Kurt Hauenstein) е австрийски музикант, певец и продуцент, най-известен като фронтмен на група Супермакс. Пикът на популярността на групата е в края на 70-те и началото на 80-те години на XX век, като добива известност предимно в Източна Европа. Супермакс е първата група отвъд „Желязната завеса“ с концерт в България.

## Биография
Роден е във Виена. Баща му Ханс Хауенщайн е писател, известен като автор на текстове на песни. Курт има две дъщери от съпругата си Дорийн и дъщеря от Бети Оноре, позната като асистентка на Слави Трифонов в предаванията Хъшове и Шоуто на Слави. Оноре е също беквокалистка в Супермакс.
Преди да започне да се занимава с музика, Курт работи известно време като бижутер. През 1971 г. е сред основателите на рок групата Gipsy Love, където остава една година. Формацията издава два албума – „Gipsy Love“ и „Here We Come“.
След като напуска Gipsy Love се премества във Франкфурт на Майн работи като сесеионен музикант в Europa Sound Studios. Свири на бас в песента „Rocky“ на Франк Фариан през 1976 г. По същото време се запознава с Петер Хауке, който става продуцент на проекта на Курт Супермакс. Името идва от supermaximal (увеличаване до максимума).
През януари 1977 г. излиза дебютът на групата – „Don't Stop the Music“. Смесицата от рок, диско, реге, латиноамерикански и африкански мотиви формира характерния звук на Супермакс, но първият албум остава незабелязан от широката аудитория. Успехът идва с втория албум „World of Today“, който има платинен статус в Германия и е продаден в над 500 000 тираж. В този албум е най-успешната песен на групата – „Lovemachine“ – почти 9-минутната песен стига до номер 4 в Германия, номер 9 в Австрия и номер 6 в Швейцария. Единственият друг сингъл в историята на групата, попаднал в класациите е „Black Home“ от 1992 г., който за 1 седмица е номер 30 в Австрия.
През 1978 г. Супермакс се разширява до пълноценна група и започва клубна дейност в Централна и Западна Европа. На следващата година албумът „Fly with me“ прави формацията популярна международно известна, а песента „It Ain't Easy“ става един от най-големите хитове на групата. Супермакс представят албума в САЩ, Тунис и Източния Блок. Поканени са в България за Златния Орфей през 1980 г. По това време става и продуцент на суринамския дует „Bamboo“.
Следващият албум „Types of skin“ е слабопродаван, а нежеланието на Курт да общува със западногерманската преса води до пренебрежението на Супермакс от страна на журналистите. През 1981 г. са изнесени 21 концерта в Южна Африка, като в условията на апартейда Супермакс е първата група с чернокожи изпълнители, допусната на територията на страната. Фактът, че беквокалистките не са зад завеса, както е прието по това време поради расовата сеграгация, води до черни печати в паспортите на музикантите. През това време е издаден и албумът „Meets the Almighty“.
През 1982 г. Курт завършва работата си по саундтрака за филма „Планетата, наречена Земя“, който излиза и като негов самостоятелен албум. Създава и собствено студио, наречено „Несъществуващата територия“. През 1983 г. Супермакс прави турне в над 20 града в ГДР, изнася концерти в Чехословакия. Хауенщайн е първият бял музикант, участвал на фестивала Reggae Sun Splash в Ямайка.
В средата на 80-те години Хауенщайн се посвещава на продуцентството – продуцира проекта London Aircraft и песента „Urban Tropical“ на Фалко. Впоследствие пише и няколко песни за Фалко, който добива световна популярност с хита си „Rock me Amadeus“ от албума „Falco 3“. Междувременно Супермакс издава още два албума през 80-те.
През 1990 г. излиза „World of Tommorow“, като първият продуцент на групата Петер Хауге се завръща. Супермакс съществува до 1993 г., когато Курт се заселва в Пуерто Рико и там открива нощен клуб.
През 1996 г., заедно с Явор Русинов и Константин Стоянов, създава проекта Yaku, базиран на комбинацията на българска народна музика с електронно звучене. Идеята за Yaku възниква след концерт на Супермакс в София и скоро след това е записан първия албум на Yaku „Total Immigration“. Yaku издава и втори аблум през 2005 г. под заглавието „The World Behind You“. През това време Хауещнайн често посещава България и известно време живее в София. Сингълът „Let's send a Message“ от 2004 г. е ремиксиран от български диджеи.
В периода 2001 – 2002 г. събира нов концертен състав на Супермакс. Групата прави голямо турне в Русия, а същевременно издава ремикс албуми на най-големите хитове.
През 2006 г. Супермакс празнува 30-годишен юбилей. Участва на Концерта за мир на ЮНЕСКО в Коломбо, Шри Ланка, гледан в ефир от над 2.5 милиона зрители. През 2008 г. Курт е награден с премията „Амадеус“, давана за цялостно творчество. Получава и сребърен медал за заслуги пред Виена. През 2009 г. презаписва някои от най-големите хитове на Супермакс с участието на руската група Земляне.
Умира на 21 март 2011 г. от сърдечен пристъп.

## Дискография

### Gipsy Love
- 1971: Gipsy Love

### Супермакс
- 1976: Don't Stop the Music
- 1977: Lovemachine
- 1977: World of Today
- 1979: Fly with Me
- 1980: Types of Skin
- 1981: Meets the Almighty
- 1983: Electricity
- 1986: Something in My Heart
- 1988: Just Before the Nightmare
- 1990: World of Tomorrow – Hansa
- 1992: Tha Max Is Gonna Kick Ya
- 1993: One and All
- 2001: Terminal 2002
- 2009: ЗЕМЛЯНЕ & SUPERMAX

### Самостоятелно
- 1982: The planet called Earth

### Yaku
- 1997: Total immigration
- 2005: The world behind you
- 2011: The message